# Lago Boracifero
Lago Boracifero est une frazione située sur la commune de Monterotondo Marittimo, province de Grosseto, en Toscane, Italie. Au moment du recensement de 2011 sa population était de 35 habitants.
Le village a été fondé à partir de 1827 par l'ingénieur François Jacques de Larderel, afin d'exploiter les propriétés géothermiques du territoire pour la production d'acide borique.

## Géographie
Le hameau est situé sur les Monts Métallifères, à 72 km à nord-ouest de la ville de Grosseto et à 7 km de le chef-lieu municipal. Le village est situé le long des rives du lac homonyme, connu pour ses geysers,.

## Monuments
- Église de la Madonna di Montenero (XIXe siècle)[2]
- Centrale géothermique, avec ses puits, ses conduites de vapeur, et les bâtiments du village ouvrier, datant du début du XXe siècle[1]
- Parc naturel géothermique Biancane